# Општина Димитровград
Општина Димитровград је део Пиротског округа. Седиште општине је градско насеље Димитровград. Према подацима са последњег пописа 2022. године у општини је живело 8.043 становника Ова општина је једна од две општине у Србији, заједно с општином Босилеград где већинско становништво чине Бугари (према последњем попису становништва чине највећу етничку групу у општини).

## Географија
У постојећим записима као и у стручној литератури прихваћена је подела општине на пет мањих просторних целина: Горње Понишавље, Горњи Висок, Забрђе, Бурел и Дерекул.
Околину Димитровграда чини брдско-планински предео издужен у правцу југозапад-североисток. Крупни облици рељефа простиру се управно на правац пружања територије. Територију чини део Горњег Понишавља, од кога се у правцу североистока наставља Забрђе, Видлич и Горњи Висок. Југозападно од долине Нишаве доминира брдско-планинско земљиште познато као Бурел, Дерекул, и Барје, које је на истоку ограничено долином реке Лукавице, а на западу просечено клисуром Јерме. Источно и југоисточно димитровградски крај ограничен је територијом Бугарске, а на северу и северозападу су територије општина Пирот и Бабушница. У целини то је брдско-планински крај кроз који је усечен део долине Нишаве, који је узан и кратак са правцем пружања југоисток-северозапад. Сам град је у средишту атара од 17,17 km².

### Насељена места
У општини постоји град
- Димитровград

и 43 села
| - Бански Дол - Барје - Бачево - Белеш - Било - Бољев Дол - Браћевци - Бребевница - Верзар - Височки Одоровци - Влковија | - Врапча - Гојин Дол - Горња Невља - Горњи Криводол - Градиње - Грапа - Гуленовци - Димитровград - Доња Невља - Доњи Криводол - Драговита | - Жељуша - Изатовци - Искровци - Каменица - Куса Врана - Лукавица - Мазгош - Мојинци - Паскашија - Петачинци - Петерлаш | - Планиница - Поганово - Прача - Протопопинци - Радејна - Сенокос - Скрвеница - Сливница - Смиловци - Трнски Одоровци |

## Становништво
| Демографија | Демографија | Демографија |
| Година      | Становника  | Становника  |
| ----------- | ----------- | ----------- |
| 1948.       | 23.063      |             |
| 1953.       | 22.082      |             |
| 1961.       | 18.418      |             |
| 1971.       | 16.365      |             |
| 1981.       | 15.158      |             |
| 1991.       | 13.488      | 13.334      |
| 2002.       | 11.748      | 11.893      |
| 2011.       | 10.118      |             |
| 2022.       | 8.043       |             |

### Национална припадност
| Састав становништва – општина Димитровград | Састав становништва – општина Димитровград | Састав становништва – општина Димитровград | Састав становништва – општина Димитровград |
| ------------------------------------------ | ------------------------------------------ | ------------------------------------------ | ------------------------------------------ |
|                                            | 2022.                                      | 2011.                                      | 2002.                                      |
| Укупно                                     | 8.043 (100,00%)                            | 10.118 (100,00%)                           | 11.748 (100,00%)                           |
| Бугари                                     | 3.669 (45,61%)                             | 5.413 (53,50%)                             | 5.836 (49,68%)                             |
| Срби                                       | 2.016 (25,06%)                             | 2.819 (27,86%)                             | 3.005 (25,58%)                             |
| Неизјашњени и непознато                    | 2.022 (25,14%)                             | 1.554 (15,36%)                             | 2.181 (18,56%)                             |
| Остали                                     | 336 (4,17%)                                | 332 (3,28%)                                | 726 (6,18%)                                |

## Образовање
- Основна школа „Христо Ботев“ у Димитровграду
- Гимназија „Св. Кирило и Методије“
- Виша пословна Школа Блаце, истурено одељење Димитровград

## Култура
- Народна библиотека „Детко Петров“
- Позориште „Христо Ботев“
- Градска галерија у Димитровграду
- Културно-информативни центар „Цариброд“ бугарске националне мањине у Србији

## Медији
- Радио Телевизија Цариброд
- Новинско издавачка кућа „Братство“
- Интернет Портал ”ФАР"